# Minnesota Timberwolves

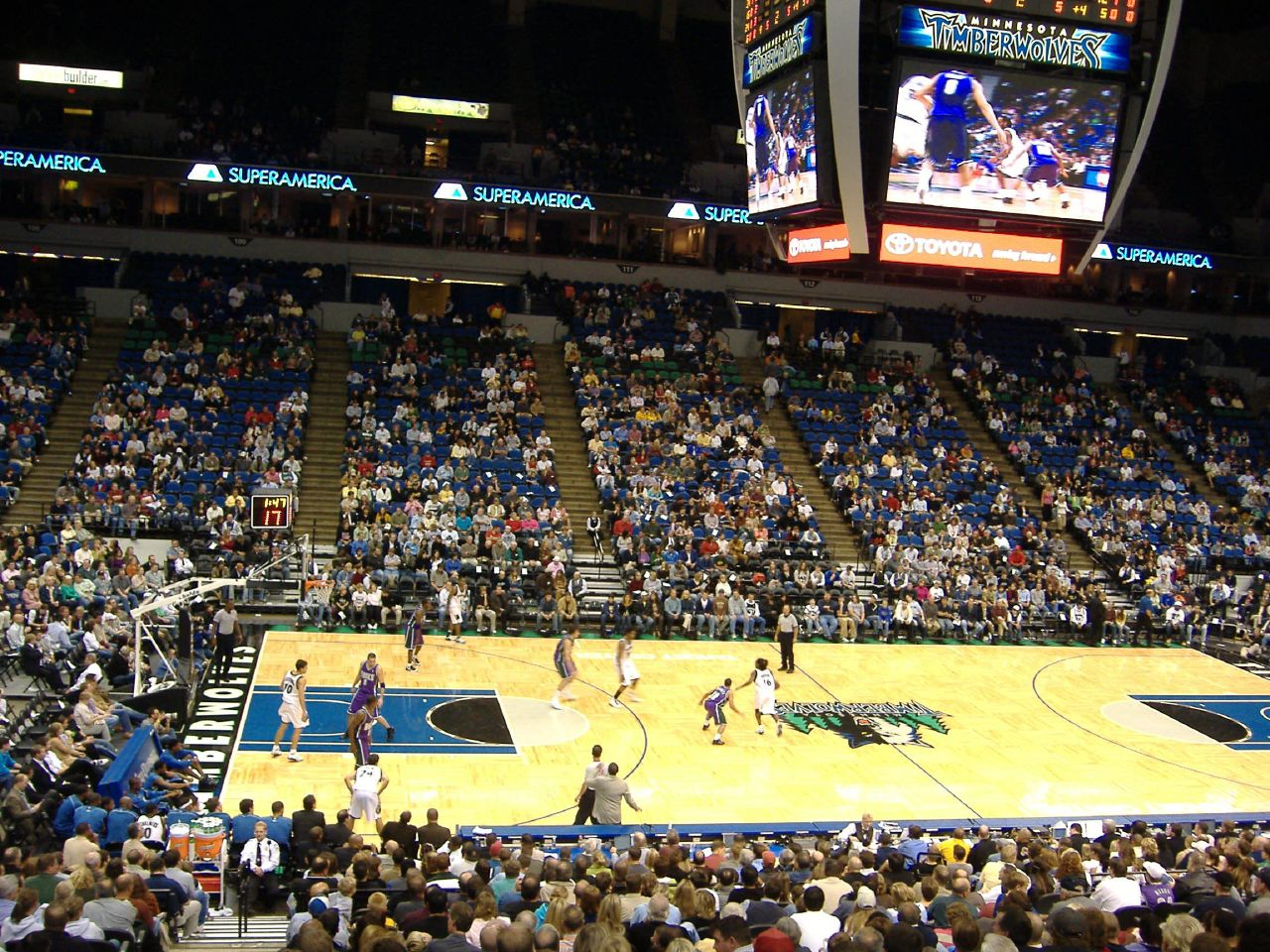
Minnesota Timberwolves

De Minnesota Timberwolves (ook bekend als "The Wolves") is een professioneel basketbalteam uit Minneapolis, Minnesota. De Timberwolves spelen in de
Western Conference Northwest Division van de NBA. Het team is opgericht in 1989 en de huidige eigenaar is Glen Taylor. De Timberwolves zijn verbonden met de Minnesota Lynx van de WNBA en sinds het 2017-2018 NBA seizoen met de Iowa Wolves van de NBA G League. De Timberwolves spelen hun thuiswedstrijden in het Target Center.

## Geschiedenis

### 1989 - 1995: Oprichting en de eerste jaren
De NBA had op 22 april 1987 een van de vier nieuwe uitbreiding teams (de andere waren de Orlando Magic, Charlotte Hornets en de Miami Heat) toegekend aan Harvey Ratner en Marv Wolfenson, de eerste eigenaren van de Timberwolves franchise. Dit was de terugkeer van de NBA naar de Twin Cities na het vertrek van de Minneapolis Lakers (1947-1960) naar Los Angeles in 1960. Naast de Minneapolis Lakers waren er eerder nog twee basketball franchises gevestigd in Minnesota, de Minnesota Muskies (1967-1968) en de Minnesota Pipers (1968-1969). Deze twee teams speelde in de ABA. De Timberwolves hebben voor elk van de deze franchises een throwback-uniform gedragen.
De franchise organiseerde in 1986, vier maanden voordat het team werd toegekend aan Minnesota een "name the team"-wedstrijd en selecteerde uiteindelijk twee finalisten, "Timberwolves" en "Polars". Het team vroeg vervolgens aan de 842 gemeenteraden van Minnesota om de winnaar te selecteren en "Timberwolves" won met een ratio van bijna 2:1.
Het team werd officieel de "Minnesota Timberwolves" genoemd op 23 januari 1987. Een passende naam aangezien Minnesota de grootste populatie Amerikaanse wolven (ookwel: Timberwolf) heeft in de aaneengesloten staten.
Op 23 augustus 1988 werd Bill Musselman benoemd tot de eerste hoofdcoach van de Wolves. Hij was al bekend in Minnesota doordat hij het basketbalteam van de University of Minnesota naar een Big Ten Conference kampioenschap had geleid in 1971-72.
Op 15 juni 1989 werd een NBA expansion draft gehouden voor de Orlando Magic en de Timberwolves. De Charlotte Hornets en de Miami Heat deden niet mee aan deze draft aangezien zij zelf het jaar daarvoor hadden toegetreden in de NBA. Zij konden daardoor geen spelers verliezen in deze draft. Kort daarna op 27 juni 1989 hebben de Timberwolves geparticipeerd aan hun eerste officiële NBA draft. Ze kozen Pooh Richardson in de eerste ronde met hun aller eerste draft pick. Ze kozen vervolgens Doug West in de tweede ronde.
In het 1989-90 seizoen maakte de Timberwolves hun debuut op 3 november 1989 met een uitwedstrijd tegen de Seattle SuperSonics waar ze hadden verloren met 106-94. Vijf dagen later maakten ze hun thuis debuut in de Hubert H. Humphrey Metrodome waar ze van de Chicago Bulls hadden verloren met 96-84. Twee nachten later op 10 november behaalden de Wolves hun eerste overwinning tegen de Philadelphia 76ers met 125-118. De Timberwolves, onder leiding van Tony Campbell, eindigde hun eerste seizoen met een stand van 22-60, dit leverde hun de zesde plaats op in de Midwest Division. Met als thuisbasis de Hubert H. Humphrey Metrodome hebben de Timberwolves een NBA-record gevestigd door meer dan 1 miljoen fans naar hun thuiswedstrijden te laten komen in één reguliere seizoen. Dit was inclusief een menigte van 49.551 op 17 april 1990, die getuigen waren van een nederlaag van de Timberwolves tegen de Denver Nuggets met 99-88 in hun laatste thuiswedstrijd van het seizoen.
In het 1990-91 seizoen verhuisde het team naar hun nieuwe thuisveld, het Target Center. Het team verbeterde enigszins en eindigde het seizoen met 29-53. Na een tweede slechte seizoen werd hoofdcoach, Bill Musselman aan het einde van dit seizoen ontslagen. Ze deden het vervolgens veel slechter in het 1991-1992 NBA seizoen onder de opvolger van Musselman, ex-Celtics-coach Jimmy Rodgers, en eindigden met een NBA-worst record van 15-67. De Wolves wilden het tij keren en huurden voormalig Detroit Pistons algemeen directeur Jack McCloskey in voor dezelfde positie, maar zelfs met opmerkelijke selecties in de eerste ronde van de 1992 draft, zoals Christian Laettner en Isaiah Rider, waren de Timberwolves niet in staat om McCloskey's "Detroit Bad Boys" succes te evenaren in de Twin Cities. Ze eindigde de komende twee seizoenen met 19-63 en 20-62. Een van de weinige hoogtepunten uit die tijd was toen het Target Center de gast locatie was van de All-Star Game van 1994, waar Isaiah Rider de Slam Dunk Contest won met zijn "East Bay Funk Dunk".
In 1994 verkochte Ratner en Wolfenson bijna het team aan geïnteresseerde partijen uit New Orleans. De NBA-eigenaren besloten echter de voorgestelde aanschaf te verwerpen en de Timberwolves bleven in Minnesota. Glen Taylor kocht uiteindelijk het team en benoemde Kevin McHale tot algemeen directeur. De Wolves eindigden het 1994-1995 NBA seizoen met 21-61.

### 1995 - 2007: Het Kevin Garnett tijdperk

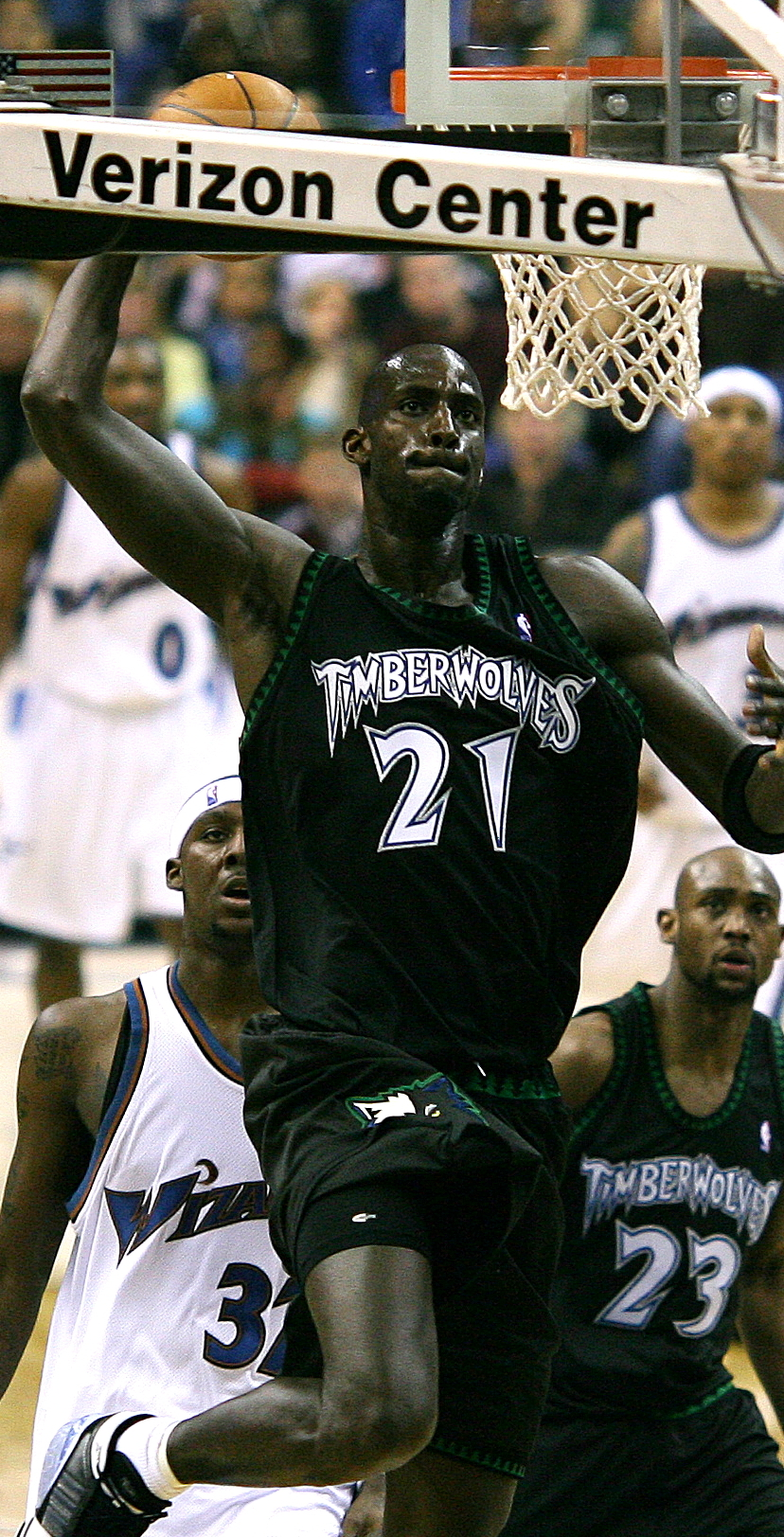
Kevin Garnett (2007)

In de NBA Draft van 1995 selecteerden de Timberwolves in de eerste ronde (5e keuze), Kevin Garnett. Kevin Garnett kwam toen net van de middelbare school af. Flip Saunders werd benoemd tot hoofdcoach en Christian Laettner werd samen met Sean Rooks verhandeld aan de Atlanta Hawks voor Andrew Lang en Spud Webb. Ook werd Donyell Marshall, die het vorige seizoen in de eerste ronde werd gekozen door de Timberwolves geruild voor Tom Gugliotta van de Golden State Warriors. Deze transacties maakten de weg vrij voor nieuwkomer Kevin Garnett om de go-to-speler te worden. Garnett speelde met een gemiddelde van 10,4 punten per wedstrijd in zijn rookie-seizoen, de Wolves eindigde op de 5e plaats in de Midwest Division, met een record van 26-56.
In 1996 voegden de Wolves nog een sterspeler toe tijdens de draft, waarbij ze Ray Allen ruilden voor de rechten op Stephon Marbury van de Milwaukee Bucks. De toevoeging van Marbury had een positief effect op het hele team, Garnett en Gugliotta werden de eerste Wolves die gekozen zijn voor het All-Star-team. Gugliotta en Garnett leidden de Timberwolves in het scoren toen het team voor het eerst in de franchisegeschiedenis de play-offs haalde met een record van 40-42. Echter, in de play-offs maakten de Timberwolves een snelle exit toen ze in drie opeenvolgende wedstrijden werden verslagen door de Houston Rockets. De Timberwolves besloten ook hun imago te veranderen door hun teamlogo en kleurenschema te veranderen, zwart werd toegevoegd aan de teamkleuren en het originele logo werd vervangen door een logo met een grommende wolf die opdoemt boven een veld met bomen. Het was ook tijdens dit seizoen dat Minnesota op een parketvloer begon te spelen.
In 1997 hadden Garnett en Marbury zichzelf neergezet als twee rijzende sterren in de NBA. Garnett scoorde gemiddeld 18,5 punten en 9,6 rebounds per wedstrijd, terwijl Marbury gemiddeld 17,7 punten scoorde en 8,6 assists per wedstrijd uitdeelde. Ondanks de afwezigheid van topscorer Tom Gugliotta voor de helft van het seizoen, boekten de Timberwolves hun eerste winnende seizoen met 45-37, waarmee ze de play-offs voor het tweede opeenvolgende seizoen behaalden. Na het verliezen van Game 1 van de play-offs tegen de Seattle SuperSonics, wonnen de Timberwolves hun eerste postseason-wedstrijd in Game 2 tijdens een uitwedstrijd in Seattle met 98-93. Toen de serie naar Minnesota verschoof, hadden de Timberwolves de kans om de serie te winnen toen ze Game 3 wonnen met een score van 98-90. Echter verloren de Wolves Game 4 thuis waarna de Sonics de serie in Game 5 wonnen.
In 1998, een jaar nadat Kevin Garnett voor een zesjarig contract van $ 126 miljoen heeft getekend, werden de Timberwolves gebruikt als het voorbeeld van onverantwoordelijke uitgaven, aangezien de NBA een lock out van vier maanden doormaakte die een groot deel van het seizoen wegvaagde. Met een toch al hoge loonlijst lieten de Wolves Tom Gugliotta lopen, deels omdat het team geld wilde besparen om Stephon Marbury een contract voor lange tijd te laten tekenen en deels omdat Gugliotta niet met de jonge speler wilde spelen. Deze stap bleek echter niet succesvol, omdat Stephon Marbury de grootste ster van een team wilde zijn en vervolgens een ruil midden in het seizoen afdwong door een contractverlenging te weigeren. In de mid-seizoen deal waar drie teams bij betrokken waren vertrok Marbury naar de New Jersey Nets. De Wolves kregen in ruil daarvoor Terrell Brandon en een eerste ronde draft pick in de draft van 1999. De Wolves behaalde de play-offs voor het derde opeenvolgende seizoen. In de play-offs werden de Timberwolves in vier wedstrijden verslagen door de uiteindelijke kampioen San Antonio Spurs. In april 1998 kondigde de WNBA een uitbreiding aan met twee nieuwe teams, waaronder de Minnesota Lynx onder management van de Minnesota Timberwolves.
In 1999, met de eerste ronde draft pick die ze voor Marbury in het vorige seizoen hadden gekregen kozen de Timberwolves voor Wally Szczerbiak. Hij had een goed seizoen en eindigde als derde in het team door met 11,6 punten per wedstrijd. Onder leiding van Kevin Garnett die met een gemiddelde van 22,9 punten per wedstrijd en 11,8 rebounds per wedstrijd het seizoen eindigde, hadden de Timberwolves hun eerste seizoen met 50 overwinningen en eindigden ze op de 3e plaats met 50-32. Echter in de play-offs verloren de Wolves in de eerste ronde binnen vier wedstrijden van de Portland Trail Blazers. De Wolves openden het reguliere seizoen 1999-2000 met twee thuiswedstrijden tegen de Sacramento Kings deze werden echter in de Tokyo Dome gespeeld op 6 en 7 november.
In de zomer van 2000 kwam Malik Sealy om het leven bij een auto-ongeluk. Sealy's nummer is sindsdien vereeuwigd: de nummer 2 hangt met Sealy's naam op een spandoek in het Target Center. Het is het eerste nummer dat is vereeuwigd door het team.
In het 2000-01 seizoen werd een door Joe Smith ondertekende deal ongeldig verklaard door de NBA, die oordeelde dat de Timberwolves niet de juiste procedure hadden gevolgd bij het tekenen van het contract. De Timberwolves moesten vijf draft picks (eerste ronde 2001-05) inleveren, maar dit werd uiteindelijk teruggebracht tot drie eerste ronde picks (2001, 2002 en 2004). De competitie legde de Timberwolves ook een boete op van $ 3,5 miljoen en schorste hun algemeen directeur Kevin McHale en eigenaar Glen Taylor voor een jaar. Smith tekende bij de Detroit Pistons voordat hij in 2001 opnieuw tekende bij de Timberwolves. Ondanks die tegenslagen maakten de Timberwolves voor het vijfde opeenvolgende seizoen de play-offs met een record van 47-35. In de play-offs werden de Timberwolves in het voorjaar van 2001 opnieuw in de eerste ronde binnen vier wedstrijden uitgeschakeld door de San Antonio Spurs.
Voorafgaand aan het 2001-2002 seizoen arriveerden er een aantal nieuwkomers, waaronder Gary Trent, Loren Woods en Maurice Evans en de terugkeer van Joe Smith. De Timberwolves begonnen het seizoen met het winnen van hun eerste zes wedstrijden en behaalden vervolgens een franchise-beste start van 30-10. De Timberwolves hadden in november een franchise-record van 53 punten op Chicago. Ze eindigden met een record van 50-32: hun tweede seizoen met 50 overwinningen ooit dat werd benadrukt door nog een All-Star-optreden van Garnett en een breakout-seizoen van Wally Szczerbiak, die zijn eerste All-Star positie had verdient. Nogmaals verloor Minnesota in de eerste ronde van de play-offs, waar ze werden uitgeschakeld door de Dallas Mavericks in de eerste drie wedstrijden.
Het 2002-03 seizoen leek positief uit te pakken voor de Timberwolves. Garnett had een geweldig seizoen waarin hij als tweede eindigde in MVP-stemming met 23,0 punten per wedstrijd en 13,4 rebounds per wedstrijd. De Timberwolves eindigden op de derde plaats met een record van 51-31. Als gevolg daarvan kregen ze voor het eerst thuisvoordeel tegen de drievoudig titelverdediger Los Angeles Lakers. Nadat ze in Game 1 thuis waren verslagen, hadden de Timberwolves de kans om een 3-1 voorsprong te nemen in het 4e kwartaal van Game 4 in Los Angeles, maar de Lakers maakte een comeback. Uiteindelijk wonnen de Lakers de serie in zes wedstrijden. De Timberwolves waren voor het zevende jaar op een rij uitgeschakeld in de eerste ronde van de play-offs.

#### 2003–04 seizoen: Western Conference Finale

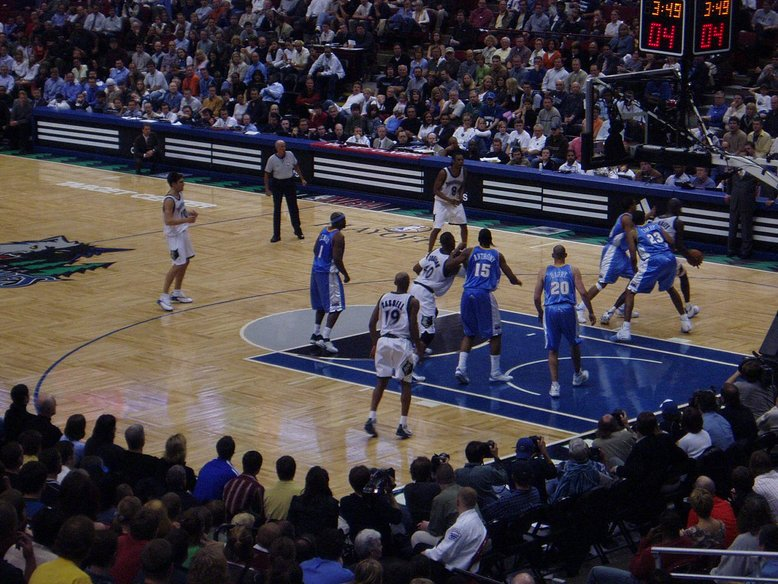
Timberwolves tegen de Nuggets tijdens de NBA play-offs (2004)

In 2003 werd Rob Babcock gepromoveerd tot vice-directeur van het spelerspersoneel. Hij en algemeen manager Kevin McHale maakten een reeks sterke beslissingen in de off-season in een poging om het team voorbij de eerste ronde van de play-offs te krijgen. Ze maakten twee belangrijke transacties, namelijk Joe Smith en Terrell Brandon gebruiken in een multi-player deal voor Ervin Johnson, Sam Cassell en Latrell Sprewell. Ze tekenden ook Fred Hoiberg, en voormalig nummer 1 draft pick Michael Olowokandi, die beiden gedurende het seizoen een belangrijke bijdrage leverden. De Timberwolves ronden hun rooster af door ervaren spelers Trenton Hassell, Troy Hudson en Mark Madsen een contract te laten tekenen.
Ondanks de blessures van Olowokandi (die de helft van het seizoen miste) en 6e man Wally Szczerbiak (die slechts in 28 wedstrijden speelde), werden de vernieuwde Timberwolves het team dat je moest verslaan tijdens het NBA-seizoen 2003-04 en eindigde het seizoen als de beste in de Western Conference met een record van 58-24. Garnett had zijn beste seizoen tot nu toe, en zowel Sprewell als Cassell hadden top jaren. Garnett en Cassell maakten beiden het all-star team, na het seizoen werd Garnett gekozen voor het First All-NBA Team en kreeg hij zijn eerste MVP-prijs met gemiddeld 24,2 punten, 13,9 rebounds en 5,0 assists per wedstrijd.
Tijdens de NBA play-offs wonnen de Wolves hun allereerste playoff-serie tegen de Denver Nuggets, ze versloegen vervolgens de Sacramento Kings in een serie van zeven wedstrijden om zo door te gaan naar de eerste Western Conference Finals van de franchise. Kevin Garnett sprong op de scorelijst na de winnende Game 7 in de Sacramento-serie, die een van de meer iconische momenten in de sportgeschiedenis van Minnesota werd. De run van de Timberwolves eindigde in de finale van de Western Conference toen het team verloor van de Los Angeles Lakers. Sam Cassell blesseerde zijn lies tijdens Game 7 tegen de Kings, terwijl hij zijn beruchte grote ballendans deed en als gevolg daarvan speelde hij slechts spaarzaam tijdens de Lakers-serie. Velen rond de NBA, waaronder Flip Saunders en Phil Jackson geloven dat als hij gezond was geweest de Wolves door zouden zijn gegaan naar de finale.

#### 2004–05 seizoen: Het vertrek van Flip Saunders
Bij het ingang van het 2004-05 seizoen bleef de selectie van Wolves vrijwel hetzelfde als in het vorige seizoen; echter vertrok Babcock om de algemeen directeur van de Toronto Raptors te worden en het team werd buiten het reguliere seizoen geplaagd door contractgeschillen en het klagen van belangrijke spelers Latrell Sprewell, Sam Cassell en Troy Hudson. Na een teleurstellende start van het seizoen werd Hoofd Coach Flip Saunders ontslagen na een dienstverband van 10 jaar. Hij werd vervangen door algemeen directeur Kevin McHale, die het voor de rest van het seizoen als coach overnam. Ondanks een sterke correctie misten de Timberwolves de play-offs voor het eerst in acht jaar, met één wedstrijd tegen de Memphis Grizzlies, waarmee het seizoen werd afgesloten met een record van 44-38.
Buiten het reguliere seizoen van 2005 begonnen McHale en de Wolves hun zoektocht naar een hoofdcoach. McHale interviewde onder andere Seattle SuperSonics-assistent-coach Dwane Casey, San Antonio Spurs-assistent P.J. Carlesimo, voormalig coach John Lucas en Wolves-assistenten Randy Wittman, Sidney Lowe en Jerry Sichting. Op 17 juni 2005 huurden de Timberwolves Dwane Casey in als de nieuwe hoofdcoach. Dit was zijn eerste baan als hoofdcoach en dit was de zevende hoofdcoach voor de Wolves in hun 16-jarige bestaan.
In de NBA draft van 2005 selecteerden de Timberwolves Rashad McCants, een shooting guard uit North Carolina met de 14e algemene keuze van de eerste ronde. De Timberwolves selecteerden ook Bracey Wright, een guard uit Indiana, met de 17e keuze van de tweede ronde (47e algemeen). Buiten het reguliere seizoen ruilden ze All-Star Sam Cassell en een toekomstige eerste ronde draft pick naar de Los Angeles Clippers voor Marko Jarić en Lionel Chalmers. Ze tekenden ook Nikoloz Tskitishvili, die op dat moment niet onder contract was bij een andere franchise.
Op 26 januari 2006 ruilden de Wolves Wally Szczerbiak, Dwayne Jones, Michael Olowokandi en een toekomstige eerste ronde draft pick naar de Boston Celtics. In ruil daarvoor kregen ze Ricky Davis, Mark Blount, Justin Reed, Marcus Banks en twee tweede ronde draft picks. Op dezelfde dag in een aparte transactie ruilden de Timberwolves Tskitishvili in tegen de Phoenix Suns voor een tweede ronde draft pick in 2006. De Timberwolves eindigde het seizoen met 33-49 en ze kwamen niet in de play-offs voor het tweede achtereenvolgende jaar.
In de NBA-draft van 2006 selecteerden de Timberwolves de toekomstige NBA Rookie of the Year Brandon Roy met de 6e algemene keuze, Craig Smith met de 36e keuze, Bobby Jones met de 37e keuze en Loukas Mavrokefalidis met de 57e keuze. De Timberwolves hebben vervolgens Brandon Roy geruild tegen de Portland Trail Blazers voor Randy Foye en contant geld. De Timberwolves ruilden vervolgens Bobby Jones naar de Philadelphia 76ers voor een tweede ronde van 2007 en geld.
Op 23 januari 2007 ontsloeg McHale de hoofdcoach Casey en verving hem met Randy Wittman. McHale legde op een persconferentie uit dat de inconsistentie van Casey de oorzaak was voor het ontslag. Casey had een algemeen record van 53-69 bij de Wolves. Ze eindigden het 2006-07 seizoen met een record van 32-50, wat er toe heeft geleidt dat ze hun eerste ronde draft pick van 2007 konden behouden.

### 2007 - 2010: Het tijdperk na Kevin Garnett
Op 31 juli 2007 bereikten de Minnesota Timberwolves een deal om All-Star Kevin Garnett te ruilen aan de Boston Celtics voor Al Jefferson, Theo Ratliff, Gerald Green, Sebastian Telfair, Ryan Gomes, twee eerste ronde draft picks en cash. Dit is de grootste combinatie van spelers en draft picks die ooit in de geschiedenis van de NBA voor één speler zijn verhandeld.
Die zomer ruilden de Timberwolves Mike James en Justin Reed voor Juwan Howard van de Houston Rockets. In oktober van hetzelfde jaar zagen de Timberwolves weer af van Howard na het bereiken van een contractuele uitkoopovereenkomst, ter waarde van $ 10 miljoen van de ongeveer $ 14,25 miljoen die Minnesota hem verschuldigd zou zijn geweest. Het team ruilde ook Ricky Davis en Mark Blount naar de Miami Heat in ruil voor de Heat's Antoine Walker, Michael Doleac, Wayne Simien en een in 2008 eerste ronde draft pick.
In het NBA-draft van 2007 selecteerden de Timberwolves Corey Brewer met de 7e keuze en Chris Richard met de 41e algemene keuze, beide afkomstig van de tweevoudig NCAA-nationaal kampioen Florida Gators.
Minnesota begon het NBA-voorseizoen met twee wedstrijden in Londen en Istanboel, als onderdeel van NBA Europe Live 2007. Op 10 oktober verloren The Wolves van Garnett en de vernieuwde Celtics, 92-81. De Wolves begonnen het seizoen met 0-5 voordat ze de droogte beëindigden met een thuisoverwinning op de Sacramento Kings. Die droogte zorgde ook voor speculaties over het mogelijke ontslag van coach Wittman. Het jongste team in de NBA begon zich aan te passen aan het leven zonder franchise-ster Kevin Garnett. Inn de eerste helft van het seizoen speelde ze zonder Randy Foye die geblesseerd was. Guards Sebastian Telfair en Marko Jarić werden tijdens Foye's afwezigheid ingezet als vervangingen. De Timberwolves eindigde het seizoen met 22-60. Bij een handvol gelegenheden tijdens het seizoen toonde het team flitsen van zijn potentie in overwinningen of zeer nauwe wedstrijden met topteams.
In het NBA-draft van 2008 selecteerden de Timberwolves O. J. Mayo van USC met de derde algemene keuze. Toen de draft was afgelopen, ruilden de Timberwolves Mayo, Antoine Walker, Greg Buckner en Marko Jarić voor voor de vijfde algemene keuze Kevin Love, Mike Miller, Jason Collins en Brian Cardinal met de Memphis Grizzlies in een ruil die Jim Stack noemde: " een deal die we niet konden laten liggen."
In 2008, ter viering van het 20-jarig jubileum van de franchise, onthulde het team een bijgewerkte versie van het logo en de uniformen. De nieuwe ontwerpen verschenen voor het eerst in de eerste wedstrijd van het voorseizoen tegen de Chicago Bulls in United Center op 14 oktober 2008.
Op 8 december 2008, na een verlies van 23 punten tegen de Los Angeles Clippers, waardoor het team naar 4-15 zakte, ontsloegen de Timberwolves hoofdcoach Wittman en McHale nam het over. McHale heeft toen ook afstand gedaan van zijn positie als onderdirecteur van basketbalactiviteiten. In januari slaagde de Wolves erin om 10 van de 14 gespeelde wedstrijden te winnen, waardoor McHale benoemt werd tot de coach van de maand. Maar op 8 februari 2009 scheurde de sterspeler Al Jefferson zijn Voorste kruisband in zijn rechterknie tijdens een wedstrijd in New Orleans, waardoor hij de rest van het seizoen niet kon meespelen. Tot op het moment van de blessure beleefde Jefferson zijn beste seizoen tot nu toe, met een gemiddelde van 23 punten, 11 rebounds en 2 blocks per wedstrijd. Zonder Jefferson en Corey Brewer (die ook een seizoen blessure opliep) eindigde de Wolves het seizoen met 24-58.
Op 17 juni 2009 werd aangekondigd dat David Kahn de nieuwe directeur van basketbalactiviteiten en dat McHale niet zou terugkeren naar het team als hoofdcoach. Kahn gaf geen specifieke reden voor het ontslag van McHale, maar zei alleen dat "dit een overgangsperiode wordt". Van zijn kant zei McHale dat hij terug wilde komen, maar hij kreeg geen contract aangeboden. Later, in augustus, kondigden de Timberwolves de ondertekening aan van Kurt Rambis. Kurt was toen een assistent coach van de Los Angeles Lakers, hij tekende voor een vierjarig contract van $ 8 miljoen als hun nieuwe hoofdcoach. In het eerste seizoen van Rambis strompelde het team naar het op een na slechtste record in de competitie van 15-67 net boven de laagste score van de New Jersey Nets met 12-70.

### 2010 - 2014: Het Kevin Love tijdperk

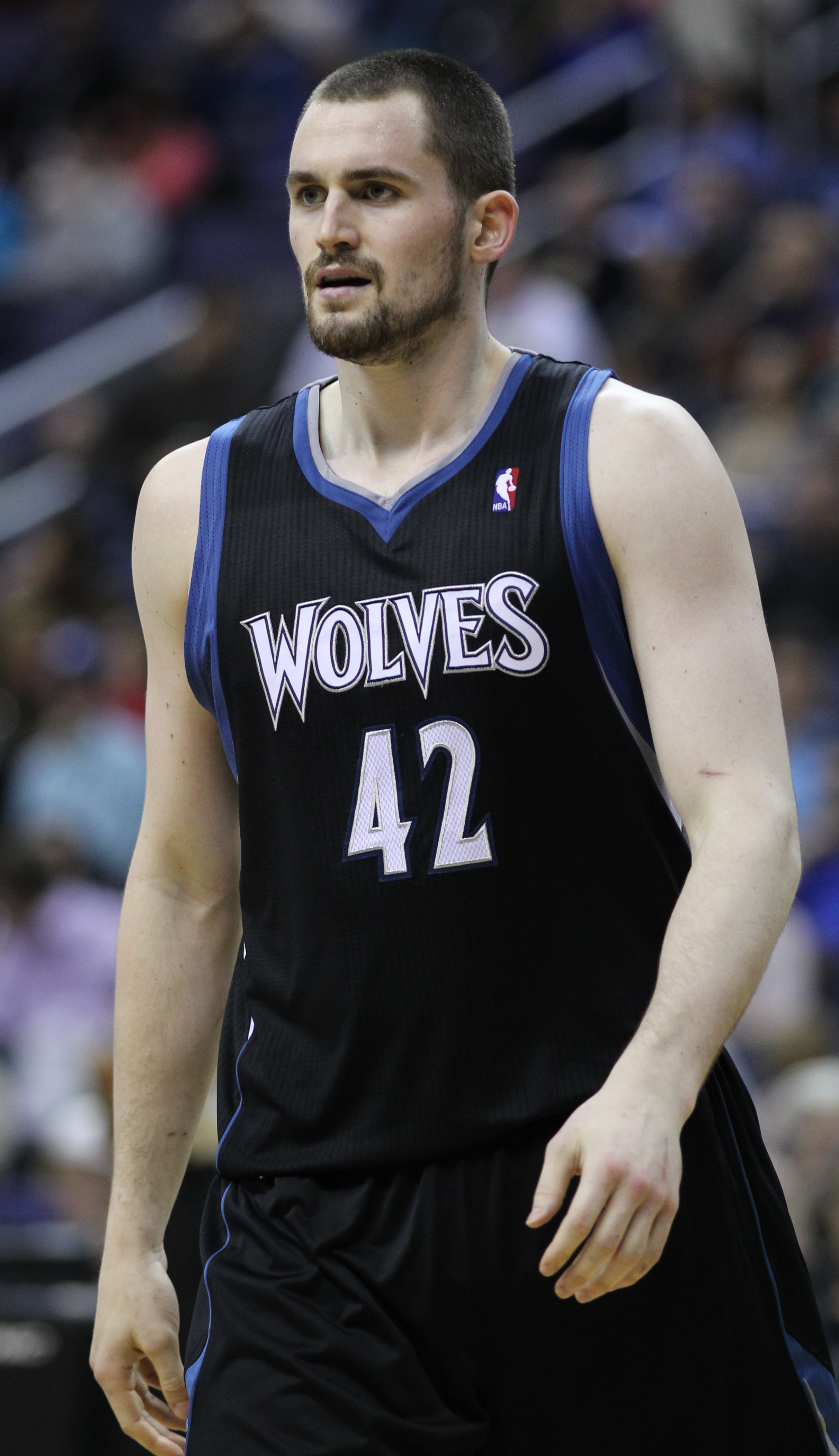
Kevin Love tijdens een wedstrijd tegen de Wizards (2011)

Op 12 juli 2010 ruilde Minnesota de tweede keuze uit de 2008 NBA draft voor Miami Heat forward Michael Beasley. In een niet op televisie uitgezonden wedstrijd op 12 november 2010 greep Kevin Love een franchise-record van 31 rebounds en scoorde 31 punten in een overwinning op de New York Knicks, de eerste 30-30 wedstrijd van de NBA in 28 jaar. Love werd later uitgeroepen tot NBA All-Star voor het 2010-11 NBA seizoen, de eerste All Star-selectie van de franchise sinds Kevin Garnett in 2007. Love zou later Garnett's teamrecord van 37 opeenvolgende double-doubles breken op 8 februari 2011, in een overwinning op de Houston Rockets. Op 8 maart 2011 verwierf Love zijn 52e opeenvolgende double-double, waarmee hij het cijfer van Moses Malone overtrof voor de meest opeenvolgende double-doubles sinds de NBA-ABA-fusie in een overwinning op de Indiana Pacers. De double-double reeks kwam tot een einde na 53 wedstrijden met een zes-punt, 12-rebound prestatie in een wedstrijd tegen de Golden State Warriors. De Wolves hadden deze wedstrijd verloren met een stand van 100-77.
Op 21 februari 2011 werden Corey Brewer en Kosta Koufos verhandeld aan respectievelijk de New York Knicks en Denver Nuggets voor Anthony Randolph en Eddy Curry (plus $3 miljoen in contanten uit New York en een tweede ronde draft pick uit 2015 van Denver) als onderdeel van een grotere ruil die all-star Carmelo Anthony van Denver naar New York stuurde. Met een verlies van 121-102 tegen de Houston Rockets daalden de Timberwolves tot 17-65 en eindigden ze als laatste in de Western Conference voor het tweede jaar op rij. Ze pakten ook het NBA-worst record van het 2010-11 seizoen. Buiten het reguliere seizoen waren de Timberwolves eindelijk in staat om Ricky Rubio uit Spanje over te halen. In de NBA-draft van 2011 selecteerden de Timberwolves, Derrick Williams uit Arizona met de tweede algemene keuze. De Timberwolves ruilden vervolgens Jonny Flynn en de draft rechten op Donatas Motiejūnas naar de Houston Rockets voor Brad Miller, de draft rechten op Nikola Mirotić, Chandler Parsons en een toekomstige eerste ronde draft keuze. De Timberwolves ruilden de rechten van Mirotic aan de Chicago Bulls voor de rechten op Norris Cole en Malcolm Lee. De Timberwolves verkochten vervolgens de rechten op Parsons terug aan de Rockets. De Timberwolves ruilden Norris Cole met de Miami Heat voor de draft rechten op Bojan Bogdanovic, een toekomstige tweede-ronde-pick en cash. De Timberwolves ruilden vervolgens de rechten van Bogdanovic met de New Jersey Nets voor een toekomstige tweede-ronde draft keuze en geld. De Trail Blazers ruilden de draft rechten voor Tanguy Ngombo aan de Timberwolves.
Op 12 juli 2011 werd Kurt Rambis na een slechte prestatie van 32-132 in zijn twee seizoenen met het team ontslagen. Op 13 september 2011 werd aangekondigd dat Rick Adelman de nieuwe hoofdcoach zou worden.
De Timberwolves begonnen het 2011-12 seizoen met een score van 17-17, voor de start van het NBA All-Star Weekend. Ondanks dat het team halverwege het seizoen nog een kans had om deel te nemen aan het naseizoen, slaagde het team er uiteindelijk niet in. Nu voor het achtste jaar op rij. Dit vanwege blessures van Kevin Love en Ricky Rubio die zijn linker kruisbanden scheurde bij een botsing met Kobe Bryant. De blessure maakte een einde aan zijn seizoen en kwetste de kansen van de Timberwolves' om de play-offs te halen. Het team eindigde met een score van 26-40, met maar één overwinning in de laatste 14 wedstrijden tegen de Detroit Pistons. Tijdens het naseizoen ruilde het team hun 18e algemene keuze van de 2012 NBA-draft met de Houston Rockets voor Chase Budinger.
Op 26 juni 2012 selecteerden de Timberwolves Robbie Hummel met de 58e algemene keuze, de enige selectie van het team tijdens deze draft. Buiten het reguliere seizoen tekende het team de voormalige Timberwolves draft pick Brandon Roy voor een contract van twee jaar en $ 10 miljoen. Andrei Kirilenko, Alexey Shved en Louis Amundson tekende in deze periode ook hun contracten. Hoewel technisch al vroeg in de play-offstrijd, begonnen meerdere blessures het team te plagen. Roy, Budinger, Lee en Josh Howard bezweken aan knieblessures. De stemming van wanhoop werd snel opgeheven door de terugkeer van Ricky Rubio. Maar niet lang daarna kreeg Kevin Love, die de eerste negen wedstrijden van het seizoen miste nadat hij het derde en vierde middenhandsbeentje in zijn rechterhand had gebroken tijdens een thuistraining, een herhaling van de blessure op 3 januari in een wedstrijd tegen de Denver Nuggets. Een van de weinige hoogtepunten in de tweede helft van het seizoen was Rubio's triple-double tijdens een verrassende overwinning tegen de toenmalige eerste plaats San Antonio Spurs. Op 6 april, in een wedstrijd tegen de Detroit Pistons, won Adelman zijn 1000ste wedstrijd als hoofdcoach. Dit seizoen was de eerste keer dat de franchise minstens 30 wedstrijden had gewonnen zonder Kevin Garnett. Het team besloot na het seizoen afscheid te nemen van David Kahn. Om hem te vervangen werd Flip Saunders ingeschakeld. In de NBA-draft van 2013 ruilde het team de 9e algemene keuze Trey Burke voor Shabazz Muhammad (14e keuze) en Gorgui Dieng (21e keuze) van de Utah Jazz.
Op 28 maart 2014 vestigden de Timberwolves een franchiserecord voor totaal punten in één wedstrijd in het reguliere seizoen. Dit gebeurde met een overwinning van 143-107 tegen de Los Angeles Lakers. Dit was ook de eerste overwinning van de Timberwolves tegen de Lakers binnen het reguliere seizoen sinds het 2005-06 seizoen. Het team behaalde voor het eerst sinds het 2004-05 seizoen 40 overwinningen, maar miste de play-offs voor het tiende achtereenvolgende jaar. Op 21 april 2014 kondigde Rick Adelman aan dat hij stopt met coachen in de NBA. Adelman verwierf een 97-133 record in de drie seizoenen met het team.

### 2014 - 2020: Het Wiggins en Towns tijdperk

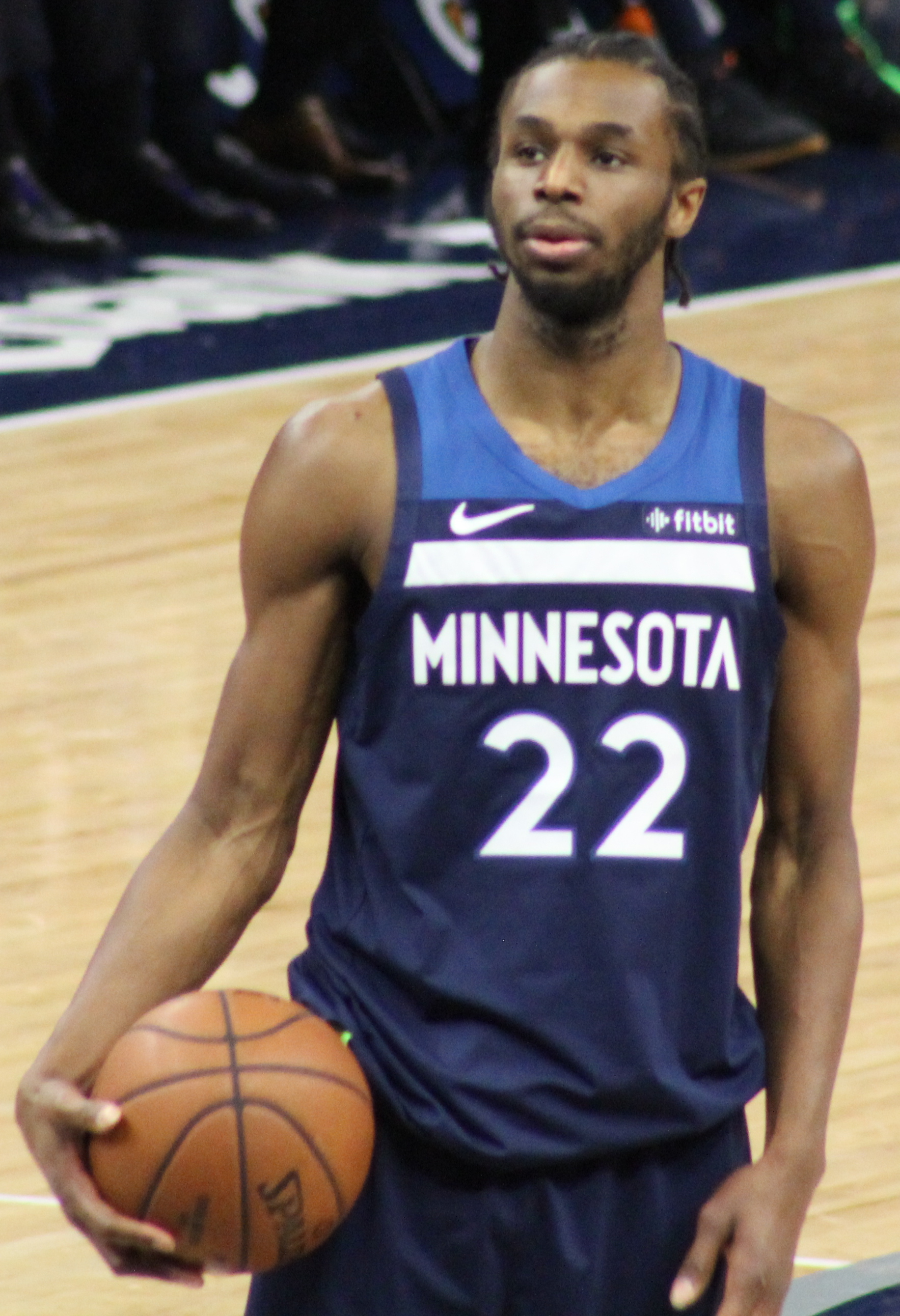
Andrew Wiggins (2019)

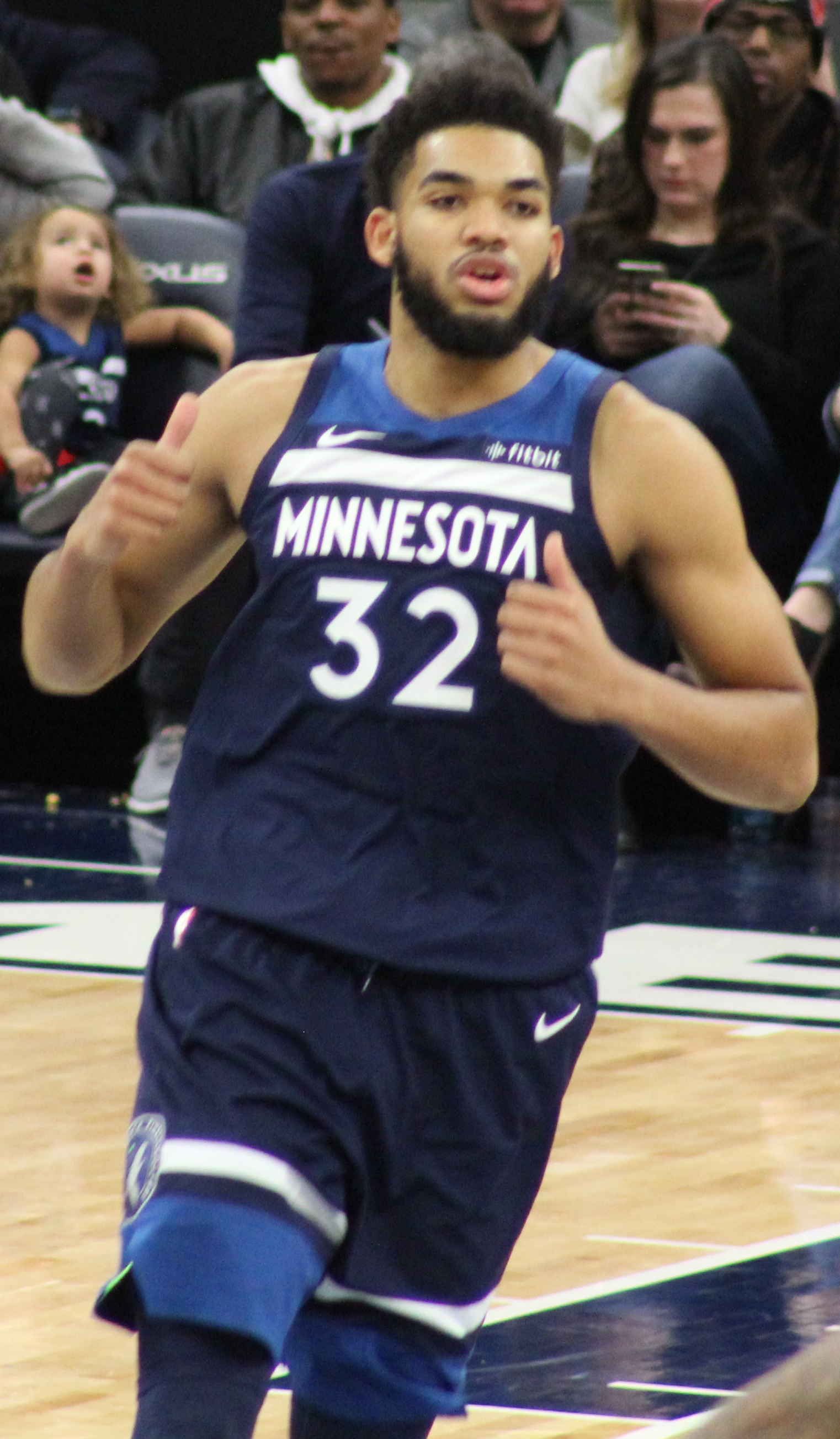
Karl-Anthony Towns (2019)

Op 23 augustus 2014 werd een deal gesloten tussen de Timberwolves, de Cleveland Cavaliers en de Philadelphia 76ers. Kevin Love ging naar de Cavaliers, de Timberwovles kregen Andrew Wiggins, Anthony Bennett, Thaddeus Young en een trade exception. De 76ers kregen Alexey Shved, Luc Mbah a Moute en een eerste ronde draft pick via de Miami Heat.
Het 2014-15 seizoen markeerde het begin van een nieuw tijdperk voor de Timberwolves zonder All-Star Kevin Love. Dit seizoen zagen de Timberwolves ook de terugkeer van Flip Saunders als head coach. Tijdens zijn tweede tour bij de Wolves werd Flip Saunders gediagnosticeerd met de ziekte van Hodgkin. Terwijl hij aan het herstellen was werden zijn coach taken overgenomen door assistent coach en voormalig NBA Coach of the Year Sam Mitchell. De Timberwolves opende het seizoen met een wedstrijd tegen de Memphis Grizzlies waarin Andrew Wiggins zijn NBA debut maakte. Ze verloren van de Grizzlies met 105-101 maar pakte hun eerste overwinning van het seizoen in de daaropvolgende wedstrijd tegen de Detroit Pistons met 97-91. Op 12 november 2014 speelde de Timberwolves een internationale thuiswedstrijd tegen de Houston Rockets in het Mexico City Arena als onderdeel van de NBA Global Games, ze verloren deze wedstrijd met 113-101.
Op 19 februari 2015 werd bekendgemaakt dat Kevin Garnett terug zou keren naar de Timberwolves in een ruil voor Thaddeus Young met de Brooklyn Nets. Om deze overstap te realiseren heeft Garnett zijn “no trade”-clausule van zijn contract laten vervallen. Hij speelde maar in vijf wedstrijden en moest de laatste 21 wedstrijden van het seizoen uitzitten in verband met een knie blessure. De Timberwolves eindigde het seizoen met 16-66 en gingen voor het elfde achtereenvolgende jaar niet naar de NBA Playoffs. Ondanks deze slechte prestatie van het team werd Andrew Wiggins gekozen als NBA Rookie of the Year, de eerste speler in de geschiedenis van de Timberwolves die deze prijs heeft gewonnen. Zach LaVine kreeg meer bekendheid na het winnen van de Slam Dunk Contest. LaVine en Wiggins noemde zichzelf "The Bounce Brothers", ze werden gezien als de toekomst van de franchise.
Omdat ze het seizoen eindigde met de minste overwinningen kregen de Timberwolves de hoogste kans van 25% om als eerste een speler te kiezen in de 2015 NBA Draft. Op 19 mei tijdens de 2015 NBA Draft Lottery wonnen de Timberwolves voor het eerst in de geschiedenis van de franchise de first overall pick. Op 25 juni tijdens de draft kozen de Timberwolves voor Karl-Anthony Towns en bemachtigde ze Tyus Jones in een ruil met de Cleveland Cavaliers voor hun 31e en 36e keuze van de draft.
Op 25 oktober 2015 overleed Flip Saunders op 60 jarige leeftijd. Twee dagen later werd aangekondigd dat de Timberwolves een patch met daarop de tekst 'FLIP' zouden dragen tijdens het 2015-16 seizoen. De Timberwolves moesten het vooral zonder Kevin Garnett doen die het volledige tweede helft van het seizoen heeft gemist door een knie blessure. Ze eindigde het seizoen met 29-53 en gingen niet naar de playoffs.
Op 20 april 2016 zijn de Timberwolves akkoord gegaan met de voorwaarden om Tom Thibodeau als hoofd coach en directeur van basketbalactiviteiten aan te nemen. Tom was eerder al assistent coach bij de Wolves van 1989 tot 1991. Voor het begin van het 2016-17 seizoen op 23 september kondigde Kevin Garnett aan dat hij met pensioen zou gaan na een carrière van 21 jaar in de NBA. De Timbewolves eindigde dit seizoen met een stand van 31-51 en ze behaalde niet de playoffs voor een 13e achtereenvolgende seizoen.

#### 2017-18 seizoen: Terugkeer naar de playoffs
Op 22 juni 2017 werd een deal gesloten met de Chicago Bulls om Zach Lavine, Kris Dunn en de 7e pick van de 2017 draft te ruilen voor Jimmy Butler en de 16e pick van dezelfde draft. Dit markeerde het einde van de "Bounce Brothers". De Timberwolves gebruikte de 16e pick om Justin Patton te kiezen en slaagde er ook in om Taj Gibson, Jeff Teague en Jamal Crawford te bemachtigen. Op 8 maart 2018 tekende Derrick Rose bij de Timberwolves voor de rest van het seizoen . De Timberwolves behaalde de playoffs en beindigden een play off droogte van 13 jaar. Dit was op dat moment de langste actieve reeks van seizoenen dat een team niet naar de playoffs is gegaan. De Timberwolves werden in de eerste ronde van play offs uitgeschakeld door de Houston Rockets.

## Spelers

### Hall of Fame
Vereeuwigde rugnummers:
- 2. Malik Sealy (1999-2000)
- FLIP. Flip Saunders (1995–2005, 2014-2018)

### Bekende oud-spelers
- Sam Cassell (2003-2005)
- Kevin Garnett (1995-2007, 2015-2016)
- Al Jefferson (2007-2010)
- Christian Laettner (1992-1996)
- Kevin Love (2008-2014)
- Stephon Marbury (1996-1999)
- Isaiah Rider (1993-1996)
- Latrell Sprewell (2003-2005)

## Resultaten per Seizoen
| Seizoen | Wedstrijden | W  | L  | W%   | Divisie | Playoffs |
| ------- | ----------- | -- | -- | ---- | ------- | --- |
| 1989-90 | 82          | 22 | 60 | 26,8 | 6e      | - |
| 1990-91 | 82          | 29 | 53 | 35,4 | 5e      | - |
| 1991-92 | 82          | 15 | 67 | 18,3 | 6e      | - |
| 1992-93 | 82          | 19 | 63 | 23,2 | 5e      | - |
| 1993-94 | 82          | 20 | 62 | 24,4 | 5e      | - |
| 1994-95 | 82          | 21 | 61 | 25,6 | 6e      | - |
| 1995-96 | 82          | 26 | 56 | 31,7 | 6e      | - |
| 1996-97 | 82          | 40 | 42 | 48,8 | 3e      | (L) Eerste ronde (Houston Rockets) 3-0                                                                                              |
| 1997-98 | 82          | 45 | 37 | 54,9 | 3e      | (L) Eerste ronde (Seattle SuperSonics) 3-2                                                                                          |
| 1998-99 | 50          | 25 | 25 | 50,0 | 4e      | (L) Eerste ronde (San Antonio Spurs) 3-1                                                                                            |
| 1999-00 | 82          | 50 | 32 | 61,0 | 3e      | (L) Eerste ronde (Portland Trail Blazers) 3-1                                                                                       |
| 2000-01 | 82          | 47 | 35 | 57,3 | 4e      | (L) Eerste ronde (San Antonio Spurs) 3-1                                                                                            |
| 2001-02 | 82          | 50 | 32 | 61,0 | 3e      | (L) Eerste ronde (Dallas Mavericks) 3-0                                                                                             |
| 2002-03 | 82          | 51 | 51 | 62,2 | 3e      | (L) Eerste ronde (Los Angeles Lakers) 4-2                                                                                           |
| 2003-04 | 82          | 58 | 24 | 70,7 | 1e      | (W) Eerste ronde (Denver Nuggets) 4-1 (W) Conference ½ finale (Sacramento Kings) 4-3 (L) Conference finale (Los Angeles Lakers) 4-2 |
| 2004-05 | 82          | 44 | 38 | 53,7 | 3e      | - |
| 2005-06 | 82          | 33 | 49 | 40,2 | 4e      | - |
| 2006-07 | 82          | 32 | 50 | 39,0 | 4e      | - |
| 2007-08 | 82          | 22 | 60 | 26,8 | 4e      | - |
| 2008-09 | 82          | 24 | 58 | 29,3 | 4e      | - |
| 2009-10 | 82          | 15 | 67 | 18,3 | 5e      | - |
| 2010-11 | 82          | 17 | 65 | 20,7 | 5e      | - |
| 2011-12 | 66          | 26 | 40 | 39,4 | 5e      | - |
| 2012-13 | 82          | 31 | 51 | 37,8 | 5e      | - |
| 2013-14 | 82          | 40 | 42 | 48,8 | 3e      | - |
| 2014-15 | 82          | 16 | 66 | 19,5 | 5e      | - |
| 2015-16 | 82          | 29 | 53 | 35,4 | 5e      | - |
| 2016-17 | 82          | 31 | 51 | 37,8 | 5e      | - |
| 2017-18 | 82          | 47 | 35 | 57,3 | 4e      | (L) Eerste ronde (Houston Rockets) 4-1                                                                                              |
| 2018-19 | 82          | 36 | 46 | 43,9 | 5e      | - |
| 2019-20 | 64          | 19 | 45 | 29,7 | 5e      | - |
| 2020-21 | 72          | 23 | 49 | 31,9 | 4e      | - |
| 2021-22 | 82          | 46 | 36 | 56,1 | 3e      | (L) Eerste ronde (Memphis Grizzlies) 4-2                                                                                            |
| 2022/23 | 82          | 42 | 40 | 51,2 | 2e      | (L) Eerste ronde (Denver Nuggets) 4-1                                                                                               |
| 2023/24 | 82          | 56 | 26 | 68,3 | 3e      | (W) Eerste ronde (Phoenix Suns) 4-0 (W) Conference ½ finale (Denver Nuggets) 4-3 (L) Conference finale (Dallas Mavericks) 4-1       |

## Erelijst
Division Championships:
- 2004 Northwest Division Champions

## Arena

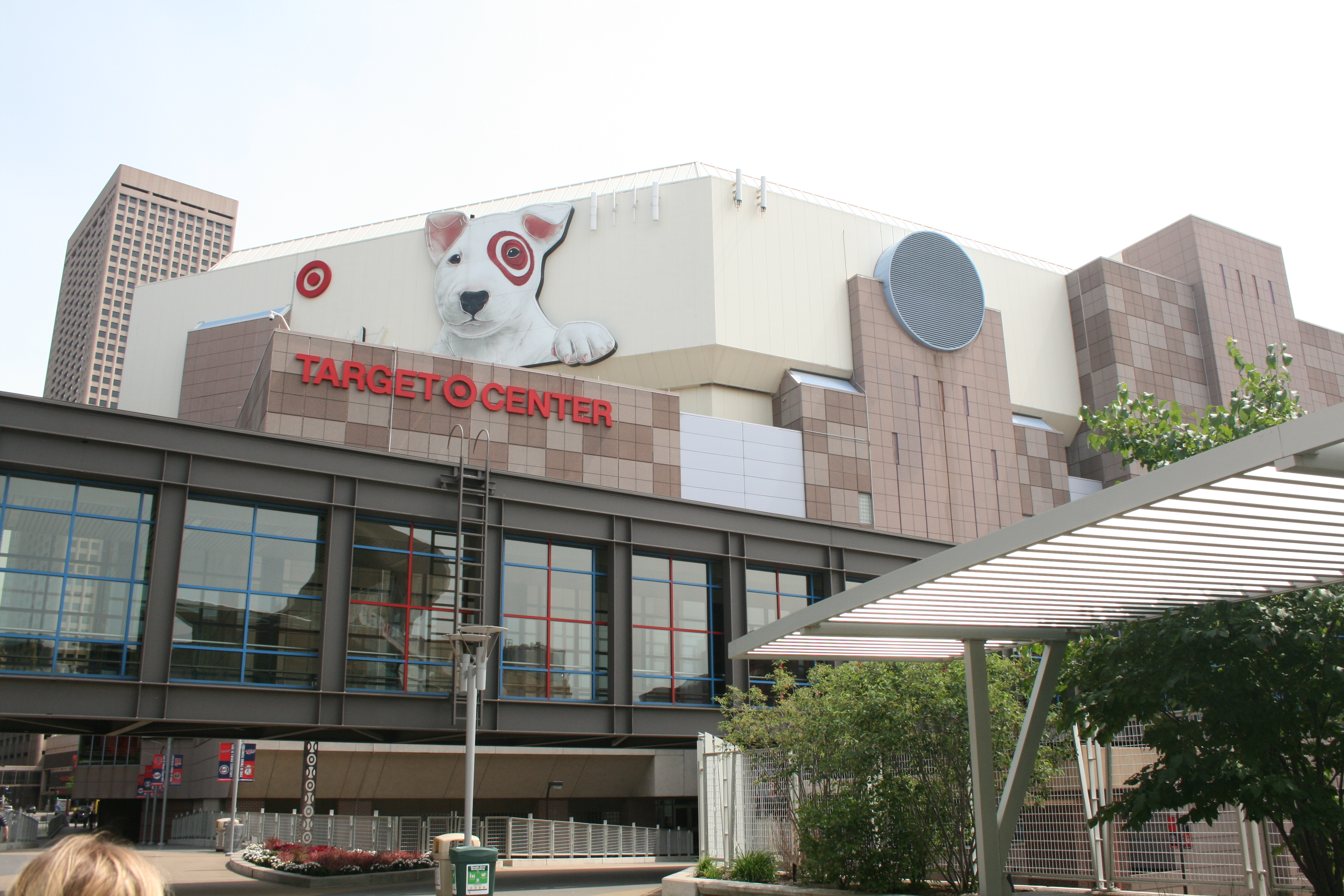
Target Center (2013)

De Minnesota Timberwolves hebben twee thuisvelden gekend. In het eerste seizoen van de franchise speelde ze hun thuiswedstrijden in het Hubert H. Humphrey Metrodome waar ze een record hebben behaald voor de meeste bezoekers in een seizoen met een totaal aantal van 1.027.572. Vanaf het 1990/91 seizoen spelen ze hun thuiswedstrijden in het Target Center dat de deuren voor het eerst opende op 13 oktober 1990. Het Target Center bevindt zich in Minneapolis,Minnesota en het is de grootste indoorarena van de staat. De Minnesota Lynx van de WNBA spelen hier ook hun thuiswedstrijden.